# FDJ-SUEZ/2024
Deze pagina geeft een overzicht van de vrouwenwielerploeg FDJ-Suez in 2024.

## Algemeen
UCI-code: FST
Sponsors: FDJ, Suez
Algemeen manager: Stephen Delcourt
Ploegleiders: Cédric Barre, Lieselot Decroix, Nicolas Maire, Flavien Soenen
Fietsmerk: Lapierre

## Rensters

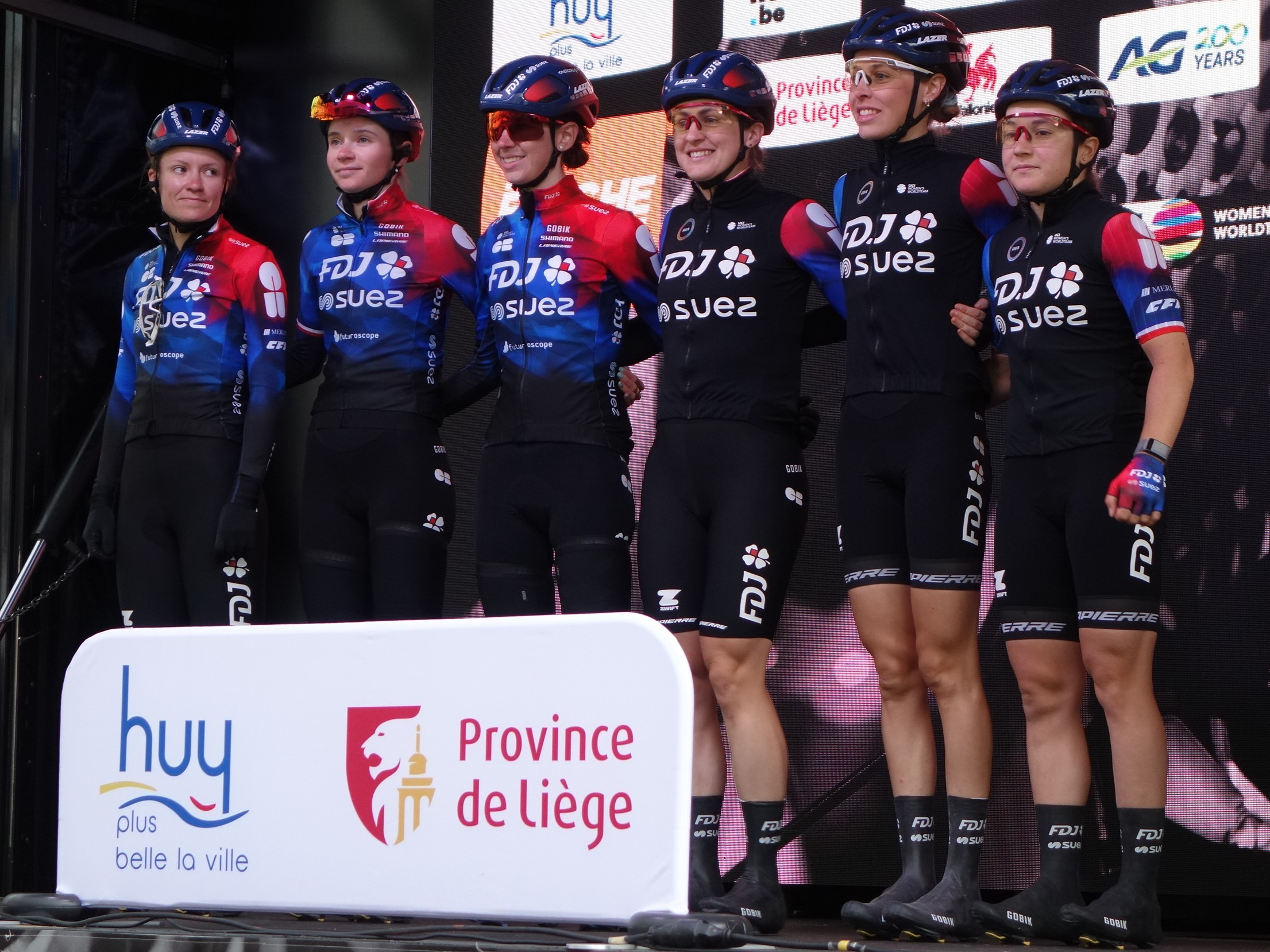
De ploeg in de Waalse Pijl 2024.

| Naam                  | Geboortedatum | Nationaliteit | Ploeg 2023              |
| --------------------- | ------------- | ------------- | ----------------------- |
| Loes Adegeest         | 07-08-1996    | Nederland     |                         |
| Grace Brown           | 07-07-1992    | Australië     |                         |
| Nina Buysman          | 16-11-1997    | Nederland     | Human Powered Health    |
| Marta Cavalli         | 18-03-1998    | Italië        |                         |
| Léa Curinier          | 21-04-2001    | Frankrijk     | Team DSM-Firmenich      |
| Coralie Demay         | 10-10-1992    | Frankrijk     | St Michel-Mavic-Auber93 |
| Eugénie Duval         | 03-05-1993    | Frankrijk     |                         |
| Vittoria Guazzini     | 26-12-2000    | Italië        |                         |
| Amber Kraak           | 29-07-1994    | Nederland     | Jumbo-Visma             |
| Marie Le Net          | 25-01-2000    | Frankrijk     |                         |
| Cecilie Uttrup Ludwig | 23-08-1995    | Denemarken    |                         |
| Lauren Molengraaf     | 05-10-2005    | Nederland     | -                       |
| Évita Muzic           | 26-05-1999    | Frankrijk     |                         |
| Gladys Verhulst       | 02-01-1997    | Frankrijk     |                         |
| Alessia Vigilia       | 01-09-1999    | Italië        | Top Girls Fassa Bortolo |
| Jade Wiel             | 02-04-2000    | Frankrijk     |                         |

### Vertrokken
| Naam              | Geboortedatum | Nationaliteit | Ploeg 2024              |
| ----------------- | ------------- | ------------- | ----------------------- |
| Stine Borgli      | 04-07-1990    | Noorwegen     | ?                       |
| Clara Copponi     | 12-01-1999    | Frankrijk     | Lidl-Trek               |
| Emilia Fahlin     | 24-10-1988    | Zweden        | Arkéa-B&B Hotels        |
| Maëlle Grossetête | 10-04-1998    | Frankrijk     | Human Powered Health    |
| Victorie Guilman  | 25-03-1996    | Frankrijk     | St Michel-Mavic-Auber93 |

## Overwinningen
| Nationale kampioenschappen wielrennen Australië - tijdrit: Grace Brown Italië - tijdrit: Vittoria Guazzini Olympische Zomerspelen tijdrit: Grace Brown Wereldkampioenschap tijdrit: Grace Brown Tour Down Under 2e etappe: Cecilie Uttrup Ludwig Ronde van de Verenigde Arabische Emiraten 4e etappe: Amber Kraak Le Samyn Vittoria Guazzini Luik-Bastenaken-Luik Grace Brown Ronde van Spanje 6e etappe: Évita Muzic | Ronde van Bretagne 1e etappe: Grace Brown 3e etappe: Grace Brown Eindklassement: Grace Brown Jongerenklassement: Alessia Vigilia Ploegenklassement: *1) Ronde van de Pyreneeën 1e etappe: Vittoria Guazzini Tour de l'Ardèche 3e etappe: Nina Buysman Chrono des Nations Grace Brown |  |

*1) Ploeg Ronde van Bretagne: Brown, Demay, Duval, Kraak, Le Net, Vigilia
AG Insurance-Soudal · Canyon//SRAM · Ceratizit-WNT Pro Cycling · dsm-firmenich PostNL · FDJ-SUEZ · Fenix-Deceuninck · Human Powered Health · Lidl-Trek · Liv AlUla Jayco · Movistar · Roland · SD Worx-Protime · UAE Team ADQ · Uno-X Mobility · Visma|Lease a Bike